# Tiago Pinto
Tiago Miguel Baia Pinto oder kurz Tiago Pinto (* 1. Februar 1988 in Porto) ist ein portugiesischer Fußballspieler. Er ist der Sohn des 80-maligen portugiesischen Nationalspielers João Pinto.

## Karriere

### Verein
Pinto begann mit dem Vereinsfußball 2000 bei Benfica Lissabon und wechselte nach einem Jahr in den Nachwuchs des Lokalrivalen Sporting Lissabon. Hier wurde er 2007 in den Profikader aufgenommen und anschließend nacheinander an die Vereine CD Olivais e Moscavide und CD Trofense ausgeliehen.
Zur Saison 2009/10 wechselte er dann zu Sporting Braga und eine Saison später zu Rio Ave FC. Bei diesem Verein spielte er bis zum Sommer 2015. Während dieser fünf Jahre wurde er für eine bzw. eine halbe Spielzeit an Deportivo La Coruña bzw. Racing Santander ausgeliehen.
Zur Saison 2015/16 wechselte er in die türkische Süper Lig zum Aufsteiger Osmanlıspor FK. Nach drei Jahren wechselte Pinto zum Stadtkonkurrenten MKE Ankaragücü.

### Nationalmannschaft
Pinto startete seine Nationalmannschaftskarriere 2006 mit einem Einsatz für die portugiesische U-19-Nationalmannschaft. Nachfolgend spielte er für die portugiesische U-20- und die U-21-Nationalmannschaft.